# 20850 Гальяні
20850 Гальяні (20850 Gaglani) — астероїд головного поясу, відкритий 1 листопада 2000 року.
Тіссеранів параметр щодо Юпітера — 3,507.